# Риберальта
Риберальта (исп. Riberalta) — город в Боливии.

## География и климат
Город Риберальта находится на крайнем севере Боливии, в северной части департамента Бени. Он является административным центром провинции Вака-Диес и вторым по величине городом департамента. Город, название которого в переводе с испанского языка означает «высокий берег», лежит на правом берегу реки Рио-Бени, напротив места впадания в неё реки Мадре-де-Диос. Несмотря на достаточную ширину русла Бени в районе города (от 500 до 1.000 метров), её использование в целях судоходства ограничено из-за мощных подводных течений.
Риберальта находится в тропической зоне боливийской части бассейна Амазонки, близ её границы с Бразилией. Среднегодовая температура лежит около +26° и является круглый год практически постоянной, от +25° в мае до +28° в ноябре. Уровень осадков составляет 1.200 мм в год, с засушливым периодом зимой, с июня по август, и сезоном дождей в декабре-январе.

## История и экономика
Риберальта был основан 3 мая 1884 года швейцарцем Ф. Клаузеном и немцем М. Генике. Городской статус получил 3 февраля 1897 года. В период каучукового бума Риберальто испытал недолгое время расцвета. После изобретения синтетического каучука в 1900 году деловая активность здесь заметно снизилась. В настоящее время основой экономики города является переработка тропической древесины и выращивание бразильского ореха. В Риберальто работает кирпичный завод. В то же время городские постройки, как правило, выполнены из древесины. Развивается сфера услуг. Есть аэропорт.

## Достопримечательности
В 11 километрах от центра города, в тропических джунглях находится созданный одним из швейцарских иммигрантов экологический парк отдыха Эсмеральда («Esmeralda Parque Ecologico»), с пляжем для купания и спортивными площадками.
В ноябре 2013 года в городе был установлен трёхметровый памятник бывшему президенту Венесуэлы Уго Чавесу (был разрушен 22 октября 2019 года в ходе массовых беспорядков).